# Lista siturilor arheologice din județul Cluj - H
Lista siturilor arheologice din județul Cluj - H conține toate siturile arheologice din județul Cluj înscrise în Repertoriul Arheologic Național (RAN) și aflate în localități al căror nume începe cu litera H. RAN este administrat de Ministerul Culturii și Patrimoniului Național și cuprinde date științifice, cartografice, topografice, imagini și planuri, precum și orice alte informații privitoare la zonele cu potențial arheologic, studiate sau nu, încă existente sau dispărute.
Puteți căuta un sit din localitățile care încep cu litera H folosind formularul de mai jos sau puteți naviga prin toate siturile din județ la Lista siturilor arheologice din județul Cluj.
| Cod RAN                                  | Denumire | Localitate                                       | Adresă              | Datare | Descoperit | Coordonate                                    | Imagine           | Erori            |
| ---------------------------------------- | --- | ------------------------------------------------ | ------------------- | ------ | ---------- | --------------------------------------------- | ----------------- | ---------------- |
| 59087.01.01 (Cod LMI: CJ-I-m-A-06976.07) | Turn roman de la Hodișu - "Vârful Sonului" / ansamblu anonim (Categorie: fortificație) (Tip: Turn)                                        | sat Hodișu, comuna Poieni                        | Vârful Sonului      |        |            | 46°54′50″N 22°53′11″E / 46.91399°N 22.88627°E | Încărcați imagine | Raportați eroare |
| 55455.01.01 (Cod LMI: CJ-I-s-A-07073)    | Fortificația hallstattiană de la Huedin - "Prolic" / ansamblu anonim (Categorie: fortificație) (Tip: Fortificație)                        | oraș Huedin                                      | Prolic              |        |            | 46°52′51″N 23°00′13″E / 46.88074°N 23.00352°E | Încărcați imagine | Raportați eroare |
| 55419.01.01 (Cod LMI: CJ-I-m-A-07072.03) | Așezarea fortificată preistorică de la Hășdate - "Dealul Coasta" / ansamblu anonim (Categorie: locuire civilă) (Tip: Așezare fortificată) | localitate componentă Hășdate, municipiul Gherla | Dealul Coasta       |        |            | 47°00′34″N 23°53′01″E / 47.00934°N 23.88375°E | Încărcați imagine | Raportați eroare |
| 55419.01.02 (Cod LMI: CJ-I-m-A-07072.02) | Așezarea fortificată preistorică de la Hășdate - "Dealul Coasta" / ansamblu anonim (Categorie: locuire civilă) (Tip: Așezare fortificată) | localitate componentă Hășdate, municipiul Gherla | Dealul Coasta       |        |            | 47°00′34″N 23°53′01″E / 47.00934°N 23.88375°E | Încărcați imagine | Raportați eroare |
| 55419.01.03 (Cod LMI: CJ-I-m-A-07072.01) | Așezarea fortificată preistorică de la Hășdate - "Dealul Coasta" / ansamblu anonim (Categorie: locuire civilă) (Tip: Așezare fortificată) | localitate componentă Hășdate, municipiul Gherla | Dealul Coasta       |        |            | 47°00′34″N 23°53′01″E / 47.00934°N 23.88375°E | Încărcați imagine | Raportați eroare |
| 55455.02.01                              | Biserica reformată de la Huedin / ansamblu anonim (Categorie: structură de cult/religioasă) (Tip: Biserică)                               | oraș Huedin                                      | Biserica reformată  |        |            |                                               | Încărcați imagine | Raportați eroare |
| 59087.02.01 (Cod LMI: CJ-I-m-A-06976.08) | Turn roman de la Hodișu - "Vârful Rimbușorului" / ansamblu anonim (Categorie: fortificație) (Tip: Turn)                                   | sat Hodișu, comuna Poieni                        | Vârful Rimbușorului |        |            | 46°54′53″N 22°53′17″E / 46.91475°N 22.88799°E | Încărcați imagine | Raportați eroare |
| 59087.03.09 (Cod LMI: CJ-I-m-A-06976.09) | Turnul roman la Hodișu - "Dosul Marcului" / ansamblu anonim (Categorie: fortificație) (Tip: Turn)                                         | sat Hodișu, comuna Poieni                        | Dosul Marcului      |        |            | 46°54′46″N 22°53′07″E / 46.91291°N 22.88528°E | Încărcați imagine | Raportați eroare |